# イェーゲンストルフ城
イェーゲンストルフ城（イェーゲンストルフじょう）は、スイス連邦のベルン州イェーゲンストルフにある城で、スイスの重要文化財である。

## 歴史

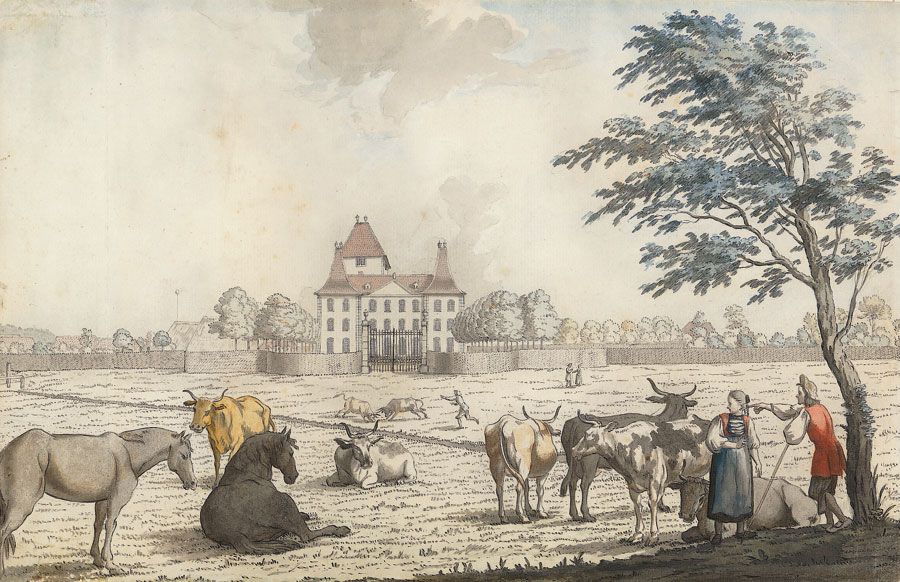
サミュエル・ヒエロニムス・グリムが描いたイェーゲンストルフ城（1764年）

イェーゲンストルフ卿家はツェーリンゲン公爵家に仕えた12世紀初頭に初めて記録された。ちょうどその頃、イェーゲンストルフ卿家は巨大な四角形の城を建てた。元となる城はおそらく木製の壁に囲まれていたと考えられる。13世紀から14世紀の間、この木製の城は石材に差し替えられた。1300年、イェーゲンストルフ卿家の絶滅が近くなる前にエルラッハ家がイェーゲンストルフ家の領地を買収した。しかしながら、イェーゲンストルフ家の保有資産はすでに分割されており、城は14世紀もしくは15世紀までにはエルラッハ家の管理外のままであった。政治的策略と目的が融合される中、1519年にヨハン・ヴァン・エルラッハ（Johann von Elach）が城、村、領地、およびイェーゲンストルフ家の大邸宅の統治者となった。同じ年、彼はベルン州の行政官にもなった。1584年まで城はエルラッハ家のものであった。1584年、城はボンシュッテン家（Bonstetten family）に譲渡され、ボンシュッテン家は1675年まで城を維持した。それから、1720年までに城を維持したヴァッテンヴィル家（Wattenwyl family）の手に渡った。1720年、アルブレヒト・フリードリヒ・ヴァン・エルラッハ（Albrecht Friedrich von Erlach）が城を買い戻した。アルブレヒト・フリードリヒ以降、城は拡張、および改装された。古い塔はバロック建築様式のタワー・ハウスに改築され、城はマナー・ハウスに改造された。
18世紀になると、城はシュトゥルラー家（Stürler family）の手に渡った。1765年、アントン・ルートヴィヒ・シュトゥルラー（Anton Ludwig Stüler）は弟であるヨハン・ルドルフ・シュトゥルラー（Johann Rudolf Stürler）に売却し、ヨハン・ルドルフ・シュトゥルラーは1789年に息子のヨハン・ルドルフ（Johann Rudolf）に城を譲渡した。城はフランスによるスイス侵攻の間に少しの損害も許すことはなかった。しかしながら、1812年にヨハン・ルドルフは財政的困窮に陥り、従兄弟であるセラウ（Serraux）のルドルフ・ガブリエル・シュトゥルラー（Rudolf Gabriel Stüler）に城を売却せざるを得なくなった。1913年から1915年にかけて、邸宅はアーサー・アルベルト・ビンセント・ヴォン・シュトゥルラー（Arthur Albert Vinzenz von Stüler）の指揮下で改修、および近代化された。1934年にアーサー・アルベルト・ビンセント・ヴォン・シュトゥルラーが亡くなった後、城は保護団体に購入された。
1944年10月、スイス軍最高司令官のアンリ・ギザンは指揮所をインターラーケンからイェーゲンストルフに移した。同時期に、数多くの一般幕僚がブルグドルフに移動した。ギザンはイェーゲンストルフ城内に指揮所を設置し、個人用の南西ウィングに2つの部屋を与えられた。
1954年、基盤は城を維持・運営するため、および美術館を世に送り出すために創り出された。1955年以降、イェーゲンストルフ美術館は城内にて開設されている。

## 城跡

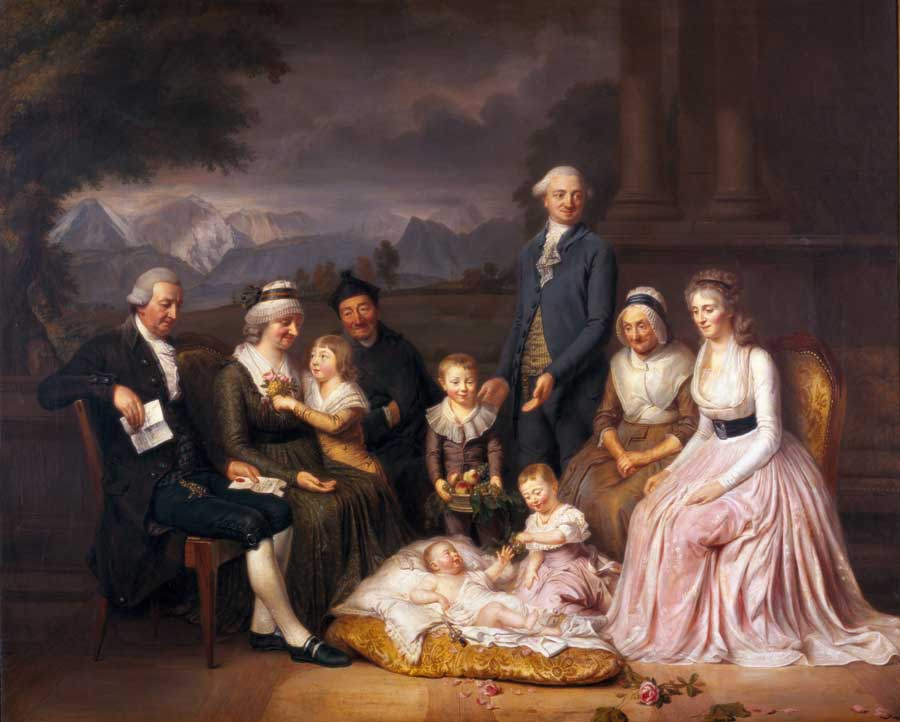
イェーゲンストルフ美術館に所蔵されているサムエル・ブルーナーとその家族を描いた絵画（ピエール＝ニコラ・ルグラン画 / 1796年）

元はと言えば、城は四角形の塔であった。中世盛期には城は天守、コーナー・タワー（corner tower）、住宅用ウィング、および中庭を拡張し、二重の含水堀に囲まれていた。追加された3つの塔は元の南西側のコーナー・タワー、玄関ホールは一緒に塔と合体させた。4つの塔は元ある天守の周辺にある左右対称の詰所に形成された。主要な天守内の北側の出入口は大階段、バルコニー、および装飾的な彫刻作品を有して更新された。北側と東側のファサードはそれぞれ三角形の破風を支えた。
城の内部は1913年から1915年にかけて改装された。食堂は画家のヨゼフ・ウェルナーが1690年にライヘンバッハ城のために描いたカタリーナ・ペルレゴー・ヴァン＝ヴァッテンヴィル（Katharina Perregaux-von Wattenwyl）に関する出来事を描いた寓話的な絵画シリーズで装飾された。18世紀からある数台の煉瓦製ヒーターはこの修復の際にイェーゲンストルフ城に移された。この修復で最も興味深いことは青色のガラス張りのタイルで覆われたことと、1723年にウルス・ヨハン・ヴィスヴァルト（Urs Johann Wiswalt）による日付の署名がされていることの2つである。上層階の1階部分において、17世紀からハーキュリーズ・ホール（ドイツ語: Herkulessal、英語: Hercules hall） がギリシャ神話の怪物ヒュドラと闘ったヘラクレス像で飾られている。城は18世紀のオランジェリーを有する広大な公園と1890年に建てられたネオ・ゴシック建築様式のパビリオンに囲まれている。パビリオンは1773年にヨハン・フリードリヒ（Johann Friedrich）の手で彫刻されたローマ神話の女神であるミネルヴァ像で飾られている。